# Chase (Instrumental)
Chase (auch: The Chase) ist eine instrumentale Komposition des italienischen Musikproduzenten Giorgio Moroder. Diese erschien im Oktober 1978 als Teil des Soundtracks zu 12 Uhr nachts – Midnight Express sowie als Single.

## Entstehung und Veröffentlichung
Alan Parker, Regisseur des Films Midnight Express, hatte Giorgio Moroder ausdrücklich um ein Lied im Stil des von ihm ein Jahr zuvor mitgeschriebenen und produzierten Donna-Summer-Hits I Feel Love gebeten, das speziell als Titelthema dieses Films funktionieren sollte. Dies markierte Moroders zweite Arbeit an einem Soundtrack für einen Film nach seinen Beiträgen zum Erotikfilm Die Klosterschülerinnen aus dem Jahr 1972 und nach Moroders Oscargewinn für seine Musik zu Midnight Express im Jahr 1979 folgten für ihn weitere erfolgreiche Filmmusikprojekte.
Die Hauptmelodie von Chase wurde dabei auf einem SH-2000-Synthesizer von Roland gespielt, die Basslinien auf einem Minimoog. Der Titel verfügt außerdem über einen Flanger-Effekt, der vo einem MXR FLanger erzeugt wurde. Als weitere Instrumente wurden ein ARP Solina String Ensemble, ein Fender Rhodes und ein Clavinet von Hohner verwendet. Für das Arrangement zeichnete neben Moroder zusätzlich Harold Faltermeyer verantwortlich.
Die Erstveröffentlichung von Chase erfolgte am 6. Oktober 1978 bei Casablanca Records. Das Lied erschien am gleichen Tag als Teil des oscarprämierten Soundtracks zu 12 Uhr nachts – Midnight Express sowie als Single.

## Rezeption
Das US-amerikanische Online-Musikmagazin Pitchfork wählte Chase in seiner Liste The 200 Best Songs of the 1970s auf Platz 175 und kommentierte dazu: „Immer wenn jemand ein Musikstück als ‚filmisch‘ beschreibt, besteht eine gute Chance, dass er bewusst oder unbewusst an ‚Chase‘ denkt. Es ist unmöglich, die Anzahl der Komponisten und Filme, die ‚Chase‘ abgekupfert haben, zu überschätzen, geschweige denn aufzuzählen.“

## Chartplatzierungen
Chase stieg Anfang 1979 in die Billboard Hot 100 ein und erreichte Rang 33, im Vereinigten Königreich erreichte die Single Rang 48. Weitere Charterfolge gelangen dem Stück in Australien (Rang 26) und Kanada (Rang 41).
| ChartsChartplatzierungen       | Höchstplatzierung | Wochen |
| ------------------------------ | ----------------- | ------ |
| Vereinigte Staaten (Billboard) | 33 (12 Wo.)       | 12     |
| Vereinigtes Königreich (OCC)   | 48 (6 Wo.)        | 6      |

## Coverversionen

### Jam & Spoon
Am 17. Januar 2000 veröffentlichte das deutsche Trance-Duo Jam & Spoon, bestehend aus Rolf Ellmer alias Jam El Mar und Markus Löffel alias Mark Spoon, eine Coverversion von Chase. Diese avancierte zum Charthit in Italien (Rang 25), Deutschland (Rang 44) und der Schweiz (Rang 75).
| ChartsChartplatzierungen | Höchstplatzierung | Wochen |
| ------------------------ | ----------------- | ------ |
| Deutschland (GfK)        | 44 (5 Wo.)        | 5      |
| Schweiz (IFPI)           | 75 (5 Wo.)        | 5      |

### Weitere Coverversionen
- 1989: Ed Starink
- 1994: U 96 – Love Religion
- 1997: Daft Punk (im Mashup mit Around the World)[13]
- 1998: Trance Atlantic Air Waves
- 2008: Lulu Lewe – Crush on You
- 2016: Shooter Jennings feat. Richard Garriott de Cayeux
- 2018: Star Inc.